# CGLEM
Konfederacija velikih loža Europe i Mediterana (engl. Confederation of Grand Lodges of Europe and Mediterranean), skraćeno CGLEM, je međunarodni savez koji okuplja tradicionalne slobodnozidarske velike lože u Europi i Sredozemlju koje rade po Drevnom i prihvaćenom škotskom obredu.

## Povijest
Kao izraz težnji za okupljanjem oko izvornih postulata slobodnog zidarstva, jedan broj velikih loža donio je odluku o stvaranju saveza koji će zajedno i usuglašeno raditi na promoviranju njegovih ideala i vrijednosti te povezivanju i zbližavanju masona iz različitih zemalja. Na skupu koji je održan 2003. godine u Italiji, osnovana je Konfederacija velikih loža Mediterana i južne Evrope (Confederation of Grand Lodges of the Mediterranean and Southern Europe). Statut ove konfederaciju ratificiran je 2006. godine u Lisabonu.
Ulaskom u Konfederaciju Velike masonske lože Srbije 2011. godine, i Velike masonske lože Austrije 2013. godine, stvorila se potreba da Konfederacija promjeni svoj naziv u Konfederacija velikih loža Europe i Mediterana, što je i učinjeno prilikom okupljanja velikih majstora članica Konfederacije u Salzburgu 2013. godine.

### Dosadašnja okupljanja
Članice ove organizacije su se do sada sastajale preko 20 puta, i to:
- Austrija (2) – Salzburg (2013.) i Beč (2021.)
- Bugarska (2) – Sofija (2011. i 2017.)
- Francuska (5) – Nica (2009., 2018., 2019. i 2024.) i Pariz (2014.)
- Grčka (3) – Atena (2010. i 2015.) i Mikonos (2013.)
- Italija (4) – Arezzo (2009., 2024.), Crotone (2019.) i Rim (2012.)
- Maroko (1) – Marrakech (2022.)
- Portugal (3) – Lisabon (2008., 2011. i 2016.)
- Sjeverna Makedonija (1) – Skoplje (2025.)
- Srbija (2) – Beograd (2012. i 2018.)
- Španjolska (1) – Sevilla (2010.)

## Temeljni principi
Konfederacija ima svoje temeljne principe (engl. landmarks) na osnovu kojih se utvrđuje regularnost i sposobnost pojedinih velikih loža za članstvom. Ovi temeljni principi su:
- pozivanje na Velikog arhitekta svemira,
- prisutnost triju svjetala: Svete knjige, kutnika i šestara,
- suverenitet triju simboličnih stupnjeva,
- suverenitet sustava viših stupnjeva Drevnog i prihvaćenog škotskog obreda,
- poštivanje temeljnih principa i običaja Reda,
- poštivanje zakona pojedine zemlje,
- zabrana rasprava o politici i vjeri tijekom rada u loži,
- poštivanje etike i slobodnozidarske tolerancije,
- poštivanje obreda i rituala.

## Ustroj
Sjedište ove konfederacije je u Lisabonu, Portugal.

### Članstvo
U travnju 2024. godine u članstvu ove konfederacije je 12 velikih loža:
- Velika masonska loža Austrije
- Velika nacionalna loža Bugarske
- Velika tradicionalna i moderna loža Francuske
- Velika regularna loža slobodnih zidara Grčke
- Velika loža "Jeruzalem" drevnih i prihvaćenih slobodnih zidara u Državi Izrael
- Velika nacionalna loža slobodnih zidara Italije 1805.
- Velika marokanska nacionalna loža
- Velika masonska loža Portugala
- Velika loža novog prosvjetljenja Rumunjske
- Velika nacionalna loža Makedonije
- Velika masonska loža Srbije
- Veliki orijent Španjolske

Također, u statusu promatrača nalaze se:
- Svjetska konferencija masonskog bratstva
- Konfederacija simboličkog slobodnog zidarstva Amerike

### Vodstvo
Konfederaciju velikih loža Europe i Mediterana vodi predsjednik koji se bira na trogodišnje razdoblje. Dosadašnji predsjednici su:
1. Libânio Murteira-Reis (2009. – 2012.)
2. François Furia (2012. – 2015.)
3. Roberto Imperio (2015. – 2017.)
4. Antonio Cuomo (2017. – 2018.)
5. Karl Walder (2018. – 2021.)
6. Armin R. (2021. – 2024.)
7. Antonio Cuomo (od 2024.) – drugi put

### Obredi
Konfederacija se temelji na suverenitetu sustava visokih stupnjeva Drevnog i prihvaćenog škotskog obreda.

## Konfederacija u Americi
Konfederacija simboličkog slobodnog zidarstva Amerike (španj. Confederación de Masonería Simbólica de las Américas; port. Confederação da  Maçonaria Simbólica das Américas), skraćeno CMSA, je međunarodni savez osnovan 2022. godine s ciljem okupljanja tradicionalnih i muških velikih loža s područja Amerike. Osnovana je uz pomoć Konfederacije velikih loža Europe i Mediterana.
U kolovozu 2024. godine u članstvu ove konfederacije je 22 velike lože, uključujući sve članice CGLEM-a:
- Velika škotska loža Argentine
- Velika loža Yorčkog obreda Bolivije
- Velika tradicionalna loža Brazila
- Veliki neovisni orijent São Paula
- Velika loža Departmana Antioquia
- Velika loža Države Morelos
- Velika simbolička loža Nikaragve
- Velika tradicionalna loža Paragvaja
- Velika loža "Guayana" Venezuele
- Velika ujedinjena loža Kariba
- 12 članica Konfederacije velikih loža Europe i Mediterana

## Vanjske poveznice
- Službena stranica